# 오가규
오가규는 대한민국의 텔레비전 드라마 작가이자, 변호사이다. 

## 드라마
- 2022년 JTBC 토일 미니시리즈 《디 엠파이어:법의 제국》 ... 집필